# Ombrosaga maculosa
Ombrosaga maculosa là một loài bọ cánh cứng trong họ Cerambycidae.